# إبليس
إِبْلِيس هو كبير الشياطين حسب الدين الإسلامي، وهو جني كان من الجن العابدين لله، ومن عبادته لله كرمه بأن رفعه الله في الملأ الأعلى، ورد في القرآن: ﴿وَإِذْ قُلْنَا لِلْمَلَائِكَةِ اسْجُدُوا لِآدَمَ فَسَجَدُوا إِلَّا إِبْلِيسَ كَانَ مِنَ الْجِنِّ فَفَسَقَ عَنْ أَمْرِ رَبِّهِ أَفَتَتَّخِذُونَهُ وَذُرِّيَّتَهُ أَوْلِيَاءَ مِنْ دُونِي وَهُمْ لَكُمْ عَدُوٌّ بِئْسَ لِلظَّالِمِينَ بَدَلًا ۝٥٠﴾ [الكهف:50] لكنه عصى الله بامتناعه عن السجود لآدم. كما يطلق اسم الشياطين على الذين يسلكون سلوك الشيطان من البشر، والشيطان هو عدو الإنسان الدائم إلى يوم القيامة ﴿إِنَّ الشَّيْطَانَ لَكُمْ عَدُوٌّ فَاتَّخِذُوهُ عَدُوًّا إِنَّمَا يَدْعُو حِزْبَهُ لِيَكُونُوا مِنْ أَصْحَابِ السَّعِيرِ ۝٦﴾ [فاطر:6] وكان هو السبب في أكل آدم وحواء من الشجرة المحرّمة، ﴿فَوَسْوَسَ لَهُمَا الشَّيْطَانُ لِيُبْدِيَ لَهُمَا مَا وُورِيَ عَنْهُمَا مِنْ سَوْآتِهِمَا وَقَالَ مَا نَهَاكُمَا رَبُّكُمَا عَنْ هَذِهِ الشَّجَرَةِ إِلَّا أَنْ تَكُونَا مَلَكَيْنِ أَوْ تَكُونَا مِنَ الْخَالِدِينَ ۝٢٠﴾ [الأعراف:20] وهو من الجن حيث يستطيعون أن يرونا نحن البشر في حين أننا لا نستطيع رؤيتهم ﴿يَا بَنِي آدَمَ لَا يَفْتِنَنَّكُمُ الشَّيْطَانُ كَمَا أَخْرَجَ أَبَوَيْكُمْ مِنَ الْجَنَّةِ يَنْزِعُ عَنْهُمَا لِبَاسَهُمَا لِيُرِيَهُمَا سَوْآتِهِمَا إِنَّهُ يَرَاكُمْ هُوَ وَقَبِيلُهُ مِنْ حَيْثُ لَا تَرَوْنَهُمْ إِنَّا جَعَلْنَا الشَّيَاطِينَ أَوْلِيَاءَ لِلَّذِينَ لَا يُؤْمِنُونَ ۝٢٧﴾ [الأعراف:27].

## أصل التسمية
معنى كلمة إبليس في اللغة العربية هو من الفعل بَلَسَ (بمعنى طُرِدَ)، عندها يكون معنى إبليس هو «المطرود من رحمة الله». ولكن العديد من اللغويين يجمع على أن معنى الفعل هو «يئس» وبالتالي يكون المعنى «الذي يئس من رحمة الله»، ولفظه إبليس كذلك تأتي في معنى الضلال، الدهشة، السكوت، وكثيرة هي الأحاديث التي تدل على أن اسم إبليس مشتق من الإبلاس، كما أن كتاب اللغة يرجحون اشتقاقها من اللغة العربية، ويؤيدون ما ذهبوا إليه بشواهد عديدة.
يقول المبيدي: ومعنى إبليس: اليائس، يعني أبلس من رحمة الله. وقبل أن يشتهر بهذا الاسم كان يدعى: عزازيل. وقالوا: الحارث، وكنيته: أبو كردوس.
وفي رواية أخرى يرى عدد من اللغويين أن لفظة (إبليس) هي لفظة أعجمية معربة عن اللغة الإغريقية لكلمة "diablos" التي تعني شيطان.
ويقولون أن كلمة Diable الفرنسية الأصل وكلمة devil الإنكليزية الأصل مأخوذتان من الجذر اليوناني.
كما أن مؤلفي معاجم اللغة العربية وعدداً من المفسرين يرجحون أعجميتها، أو أنها من الألفاظ الدخيلة على اللغة العربية.
ويقولون أن لفظة Diabolos تعني في اللغة اليونانية: النمّام والمفتري.
والعلماء الذين يعدون لفظ إبليس كلمة عربية يعتبرونها ممنوعة من الصرف في النحو ويقولون: أن سبب عدم انصرافها ربما يرجع إلى استثقال حركة الجر في آخرها، وإضافة إلى ذلك، فإن هذه اللفظة (إبليس) ليس لها نظير في اللغة العربية، ولم يوافق أن تسمّى بها أحد طوال الأزمنة الماضية، وهذا مادفع العرب إلى اعتبارها من الأسماء الشبيهة بالأعجمية، واستخدموها بصيغة ما لا ينصرف من الأسماء.

## خلقه
خُلق إبليس من نار كما يقول الله تعالى في القرآن الكريم كسائر الجن، وكان يعبد الله مع جملة الملائكة، حتى أمره الله بالسجود لآدم مع الملائكة فأبى واستكبر على أمر الله، ﴿وَإِذْ قُلْنَا لِلْمَلَائِكَةِ اسْجُدُوا لِآدَمَ فَسَجَدُوا إِلَّا إِبْلِيسَ أَبَى وَاسْتَكْبَرَ وَكَانَ مِنَ الْكَافِرِينَ ۝٣٤﴾ [البقرة:34]، وعلل عصيانه بقوله: ﴿أَنَا خَيْرٌ مِنْهُ خَلَقْتَنِي مِنْ نَارٍ وَخَلَقْتَهُ مِنْ طِينٍ ۝١٢﴾ [الأعراف:12]، فلُعن وطُرِد من الجنة وطلب من الله أن يمهله إلى يوم الدين كي يغوي آدم ويغوي ذريته. وأصبح عدوًا لبني آدم إلى يوم البعث، يوم يحشر البشر والجن أجمعين. يقول الله تعالى في القرآن أن إبليس أقسم على غواية بني آدم أجمعين، وأنه لهم عدو مبين. وإبليس جني وهو الشيطان.
وكان الجن يسكنون الأرض قبل أن يسكنها البشر، فأفسدوا فيها فأهلكهم الله، إلا إبليس فإنه آمن، فجعله الله في جملة الملائكة في الملأ الأَعْلَى.

## هل إبليس من الملائكة
لم يكن إبليس من الملائكة لأنه ليس ملك، وإنما كان من الجن العابدين لله في الأرض فكرّمه الله سبحانه برفعه للملأ الأعلى مع الملائكة، لأن إبليس مخلوق من نار، خلافاً للملائكة الذين خلقهم الله من نور. وهو أصل البقية الباقية من الجن كما أن آدم أصل البشر.
فلقد كان من الجن العابدين لله في الأرض، ومن عبادتهِ لله كرمهُ برفعهِ في الملأ الأعلى، والدليل على ذلك كما ورد في القرآن: ﴿وَإِذْ قُلْنَا لِلْمَلَائِكَةِ اسْجُدُوا لِآدَمَ فَسَجَدُوا إِلَّا إِبْلِيسَ كَانَ مِنَ الْجِنِّ فَفَسَقَ عَنْ أَمْرِ رَبِّهِ﴾ [الكهف:50]، لذلك علل العصيان في الآية لأنه من الجن بينما الملائكة لا يعصون ربهم أبدا، وبالتالي عصى الله بامتناعهِ عن السجود لآدم لأنه من الجن.
"وَإِذْ قُلْنَا لِلْمَلَائِكَةِ اسْجُدُوا لِآدَمَ فَسَجَدُوا إِلَّا إِبْلِيسَ" (سورة البقرة، الآية 34). حسب هذة الاية فقد يختلط الامر هل كان ابليس من الملائكة او لا لان الامر جاء حرفيا للملائكة و تم جمع ابليس معهم.

## توعدهلآدموذريّتُهُ
فلمَّا طَرَدهُ الله من رحمته طلب أن يُنْظر إلى يوم القيامة وتوعد آدم وذريته ﴿وَإِنَّ عَلَيْكَ اللَّعْنَةَ إِلَى يَوْمِ الدِّينِ ۝٣٥ قَالَ رَبِّ فَأَنْظِرْنِي إِلَى يَوْمِ يُبْعَثُونَ ۝٣٦ قَالَ فَإِنَّكَ مِنَ الْمُنْظَرِينَ ۝٣٧ إِلَى يَوْمِ الْوَقْتِ الْمَعْلُومِ ۝٣٨ قَالَ رَبِّ بِمَا أَغْوَيْتَنِي لَأُزَيِّنَنَّ لَهُمْ فِي الْأَرْضِ وَلَأُغْوِيَنَّهُمْ أَجْمَعِينَ ۝٣٩﴾ [الحجر:35–39]. قال ابن كثير فإبليس لعنه الله حَىّ منظر إلى يوم القيامة بنص القرآن؛ وقد قال رسول الله: «عرش إبليس في البحر يبعث سراياه كل يوم يفتنون الناس فأعظمهم عنده منزله أعظمهم فتنةٌ للناس».

## مداخله علىالإنسان
ذكر ابن القيم ست مراحل يتدرج فيها الشيطان للسيطرة على الإنسان وهي:
- المرحلة الأولى: يسعى أن يكفر الإنسان أو يجعله يشرك بالله.
- المرحلة الثانية: مرحلة البدعة ويقوم في هذه المرحلة بجعل الإنسان يبتدع البدعة ويطبقها، فإن لم يستطع بدأ في المرحلة الثالثة.
- المرحلة الثالثة: مرحلة المعاصي الكبيرة، فإن كان ذلك الإنسان قد عصمه الله من الكبائر بدأ في المرحلة الرابعة.
- المرحلة الرابعة: مرحلة الصغائر (صغار الذنوب) ويقوم بتزينها له ويقوم بتقليلها وتصغيرها للإنسان، فإن عُصِمَ منها بدأ في المرحلة الخامسة.
- المرحلة الخامسة: أن يُشْغِل الإنسان بالمباحات بحيث يشغل الإنسان فيضيع أوقاته في الأمور المباحة.
- المرحلة السادسة: وهي أن يُشغِلَ الإنسان بالعمل المفضول عما هو أفضل منه، بعمل معين طيب، ولكنه ينشغل به عما هو أطيب وأفضل منه.[4]

﴿وَإِذْ قُلْنَا لِلْمَلَائِكَةِ اسْجُدُوا لِآدَمَ فَسَجَدُوا إِلَّا إِبْلِيسَ كَانَ مِنَ الْجِنِّ فَفَسَقَ عَنْ أَمْرِ رَبِّهِ أَفَتَتَّخِذُونَهُ وَذُرِّيَّتَهُ أَوْلِيَاءَ مِنْ دُونِي وَهُمْ لَكُمْ عَدُوٌّ بِئْسَ لِلظَّالِمِينَ بَدَلًا ۝٥٠﴾ [الكهف:50].

## الفرق بين إبليس والشيطان
- إبليس:

هو اسم مخصص للمخلوق الذي عصى الله أول مرة. كما ورد في قوله تعالى:
"وَإِذْ قُلْنَا لِلْمَلَائِكَةِ اسْجُدُوا لِآدَمَ فَسَجَدُوا إِلَّا إِبْلِيسَ كَانَ مِنَ الْجِنِّ فَفَسَقَ عَنْ أَمْرِ رَبِّهِ" (الكهف: 50).
- الشيطان:

هو وصف عام لكل مفسد ومعادٍ لله وللخير، سواء كان من الجن أو الإنس. قال الله تعالى:
"وَكَذَٰلِكَ جَعَلْنَا لِكُلِّ نَبِيٍّ عَدُوًّا شَيَاطِينَ ٱلْإِنسِ وَٱلْجِنِّ" (الأنعام: 112).

## أولاد إبليس
ذكرت المرويات التراثية الإسلاميَّة أنَّ إبليس كان لديه من الأولاد خمسة، وكل واحد منهم مُكلف بمهمة شريرة خاصة به. وهم: دَاسِم، وأَعور، ومِسْوَط، وثَبر، وزَلَنْبُور، وهم بيضات إبليس الخمسة. وهم يتوالدون كما يتوالد البشر وهم أكثر عددًا.
- مسوط: وهو المُكلف بالصخب، وأخبار الكذب التي يلقيها على أفواه الناس فلا يجدون لها أصلًا.[5]
- ثبر: وهو المكلف بالمصائب،[5] الذي يأمر بالثبور وشق الجيوب ولطم الخدود ودعوى الجاهلية.[7]
- زلنبور: وهو المكلف بإقاع التفرقة بين الناس، ويجعل الرجل يبصر عيوب أهله، وهو صاحب الأسواق الذي يضع رأسه في كل سوق بين السماء والأرض.[5] وبسببه لا يزال الناس متظلمين.[7]
- الأعور: وهو المكلف بالزنا،[5] يأمر به ويزينه.[7]
- داسم: وهو المكلف بالبيوت، فالمرء الذي يدخل بيته ولم يسلم دخل داسم معه، وإذا أكل أكل معه، ويريه من متاع البيت ما لا يحصى موضعه.[5] ويدخل مع الرجل إلى أهله يرميهم بالعيب عنده ويغضبه عليهم.[7]

وهُناك شيطانان الأول اسمه «خنزب» وهو المكلف بالصلاة، والثاني اسمه «الولهان» وهو المكلف بالوضوء.